# Titularbistum Ursona
Ursona ist ein Titularbistum der römisch-katholischen Kirche.
Es geht zurück auf einen untergegangenen Bischofssitz in der antiken Stadt Osuna, die in der römischen Provinz Hispania ulterior bzw. in der Spätantike Baetica lag. Der Bischofssitz gehörte der Kirchenprovinz Sevilla an.
| Titularbischöfe von Ursona |                                                           |                                                   |                  |                   |
| Nr.                        | Name                                                      | Amt                                               | von              | bis               |
| 1                          | Rafael Torija de la Fuente                                | Weihbischof in Santander (Spanien)                | 4. April 1970    | 11. Dezember 1970 |
| 2                          | Paul Vincent Dudley                                       | Weihbischof in Saint Paul and Minneapolis (USA)   | 24. Juli 1972    | 25. Oktober 1975  |
| 3                          | Jean-Marie Lafontaine                                     | Weihbischof in Montréal (Kanada)                  | 18. April 1979   | 3. Juni 1981      |
| 4                          | Joaquim Gonçalves                                         | Weihbischof in Braga (Portugal)                   | 3. August 1981   | 19. Mai 1987      |
| 5                          | Roberto Octavio González Nieves OFM                       | Weihbischof in Boston (USA)                       | 19. Juli 1988    | 16. Mai 1995      |
| 6                          | César Augusto Franco Martínez                             | Weihbischof in Madrid (Spanien)                   | 14. Mai 1996     | 12. November 2014 |
| 7                          | Arturo Pablo Ros Murgadas                                 | Weihbischof in Valencia (Spanien)                 | 27. Juni 2016    | 31. Oktober 2023  |
| 8                          | Ángel Fernández Artime SDB Titularerzbischof pro hac vice | Generaloberer der Salesianer Don Boscos, Kardinal | 5. März 2024     | 20. April 2024    |
| 9                          | Rubén Darío Ruiz Mainardi Titularerzbischof pro hac vice  | Apostolischer Nuntius                             | 28. Oktober 2024 |                   |